# Rocca d'Arquata del Tronto
La Rocca d'Arquata del Tronto  est une ancienne forteresse qui domine la commune d'Arquata del Tronto, province d'Ascoli Piceno dans les Marches,.
La forteresse est un exemple typique du génie militaire des Apennins du XIIIe siècle. Elle est déclarée monument national depuis 1902.

## Historique
L'origine de cette forteresse et ses premières mentions remontent aux XIe et XIIe siècles, époques où avait commencé la construction des ouvrages de fortification sur la colline. L'auteur Maurizio Mauro n'exclut pas que le complexe militaire ait pu être construit au même endroit, probablement identifié par les Romains, à des époques antérieures et dans lequel aurait pu exister une installation défensive aujourd'hui perdue. 

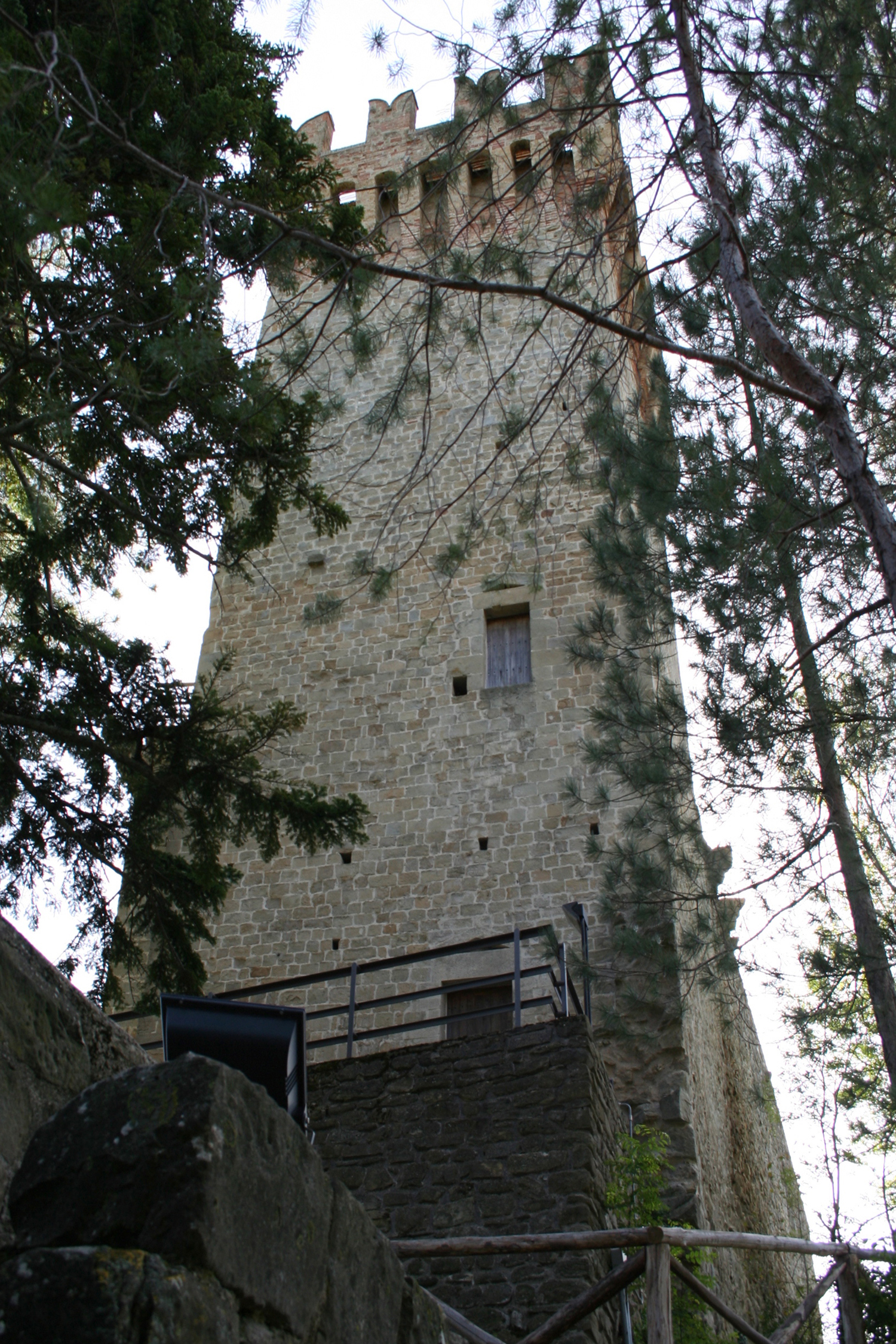
Le donjon.

Le premier moment de la fortification a été suivi d'une augmentation graduelle et progressive de nouvelles structures, érigées au cours des siècles suivants, afin de renforcer la fonctionnalité de la garnison. Au XIIe siècle, comme le montre le Regestum Farfense, l'abbé Bérard III achète la campagne et la Rocca di Arquata (« Arquatam adquisivit et roccam de Cupulo »). L'empereur Henri IV de Saxe confirma sa possession à l'abbaye de Farfa par un diplôme. Dans les premières années du XIIIe siècle, l'épanouissement et le développement du village ont commencé autour de la forteresse qui s'était déclarée commune libre. 

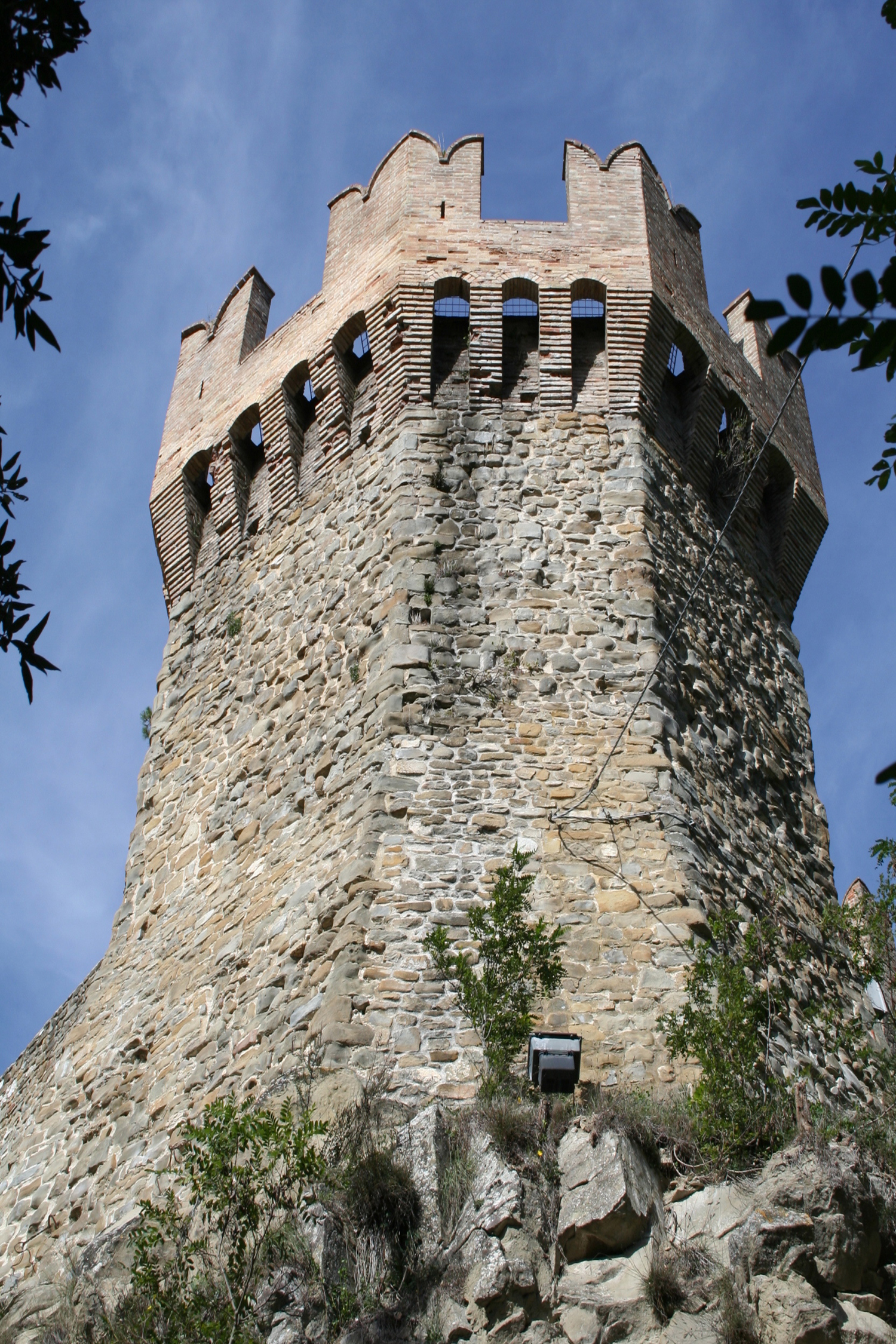
La tour à base hexagonale.

Après la mort de Frédéric II, la ville d'Ascoli s'occupait de consolider les avant-postes de défense situés aux frontières du territoire, menacés par les aspirations de Manfred de Sicile, fils du roi souabe. Pour ces raisons, la ville des Marches avait été obligée « de construire un fort dans les Apennins pour garder les frontières occidentales afin de se protéger des incursions des bouchers ».  Au XIIIe siècle, les murs d'enceinte et la forteresse ont été construits pour garder et défendre la zone montagneuse de la vallée de Tronto. Amatrice et Castel Trione ont également contribué concrètement à la réalisation de l'ouvrage. Norcia, confédérée avec Arquata depuis 1251, le 7 août 1255, la céda à Ascoli ainsi que les possessions d'Accumoli, Sommati, Tufo, Capodacqua, Roccasalli et Terre Summatine. 

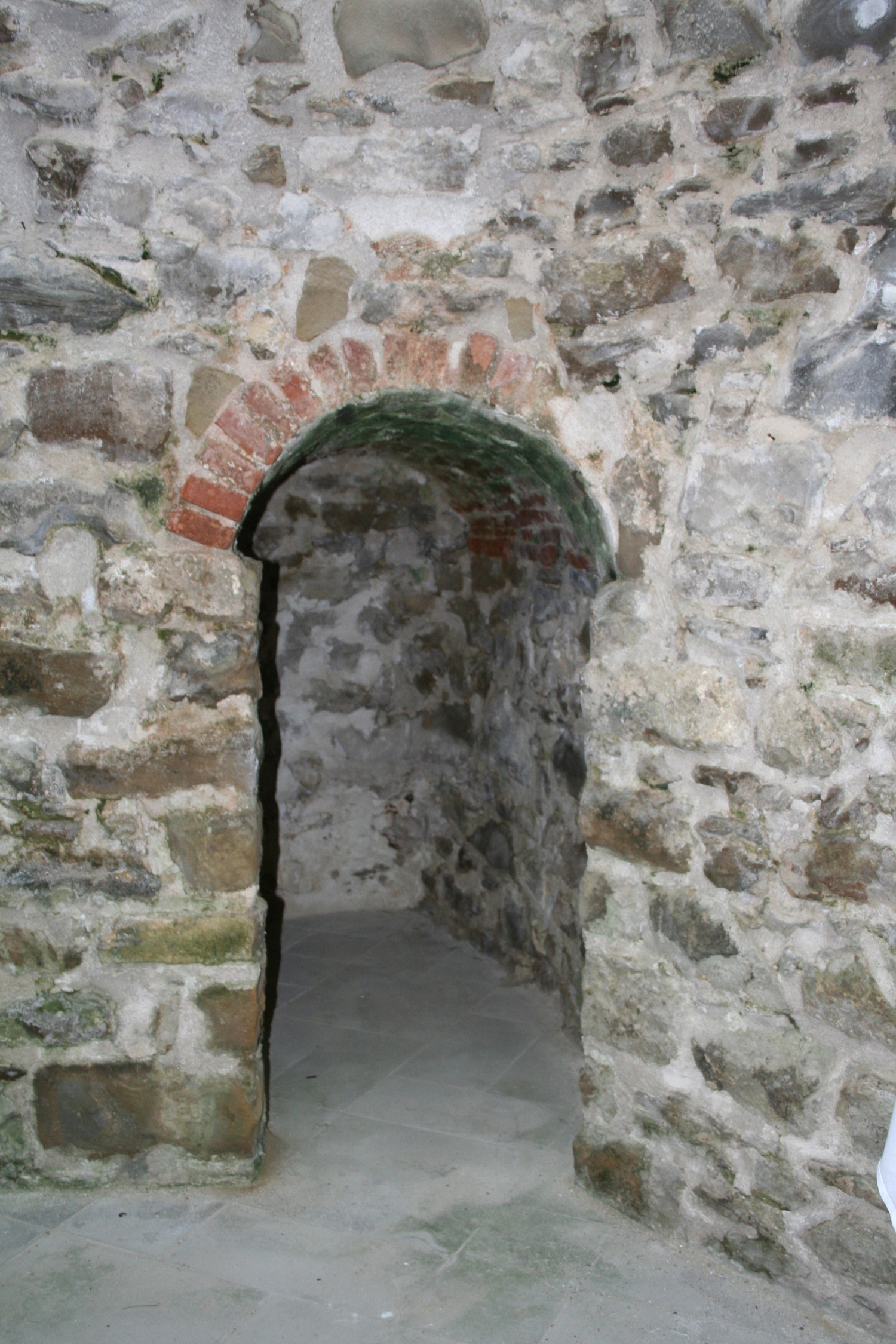
Une poterne.

Jusqu'au XVIe siècle, la forteresse et Arquata connurent une alternance de guerres et de conflits avec d'autres châteaux voisins, notamment avec Norcia, tandis que la domination sur la forteresse était revendiquée et contestée par Ascoli. Le village d'Arquata figure parmi les ouvrages fortifiés qui appartenaient aux États pontificaux au moment de la réorganisation politico-administrative réalisée par le cardinal Egidio Albornoz lors de la reconquête de la Marche d'Ancône. Les traces de cet événement et de l'implication de la forteresse comme site avancé pour garder les frontières sud-ouest restent dans une pierre de taille datée de 1356 murée dans la façade principale de la forteresse. Dans les mêmes années, la Chambre apostolique supportait les dépenses pour l'administration de la garnison comme le rapporte la Descriptio Marchiae Anconitane : « pro roccha Arquate pro X pagas in mense XXV florenos ». Quelques années plus tard, en 1389, les travaux de renforcement de la structure furent réalisés par le maire de la ville d'Ascoli Piceno Sinibaldo Cancellieri da Pistoia. Après de nouvelles années de lutte entre Norcia et Ascoli pour la domination de la forteresse, en 1429, le pape Martin V l'accorda aux Norcini : « cum eius arce, villis, territoire ed detrictum ac juribus et relevantis suis » avec une large juridiction sur son territoire. Par la suite, en 1450, Flavio Biondo écrivait : « Les terres nobles d'Arquata sont aujourd'hui détenues par ceux de Norcia par concession du pontife (…) ». 

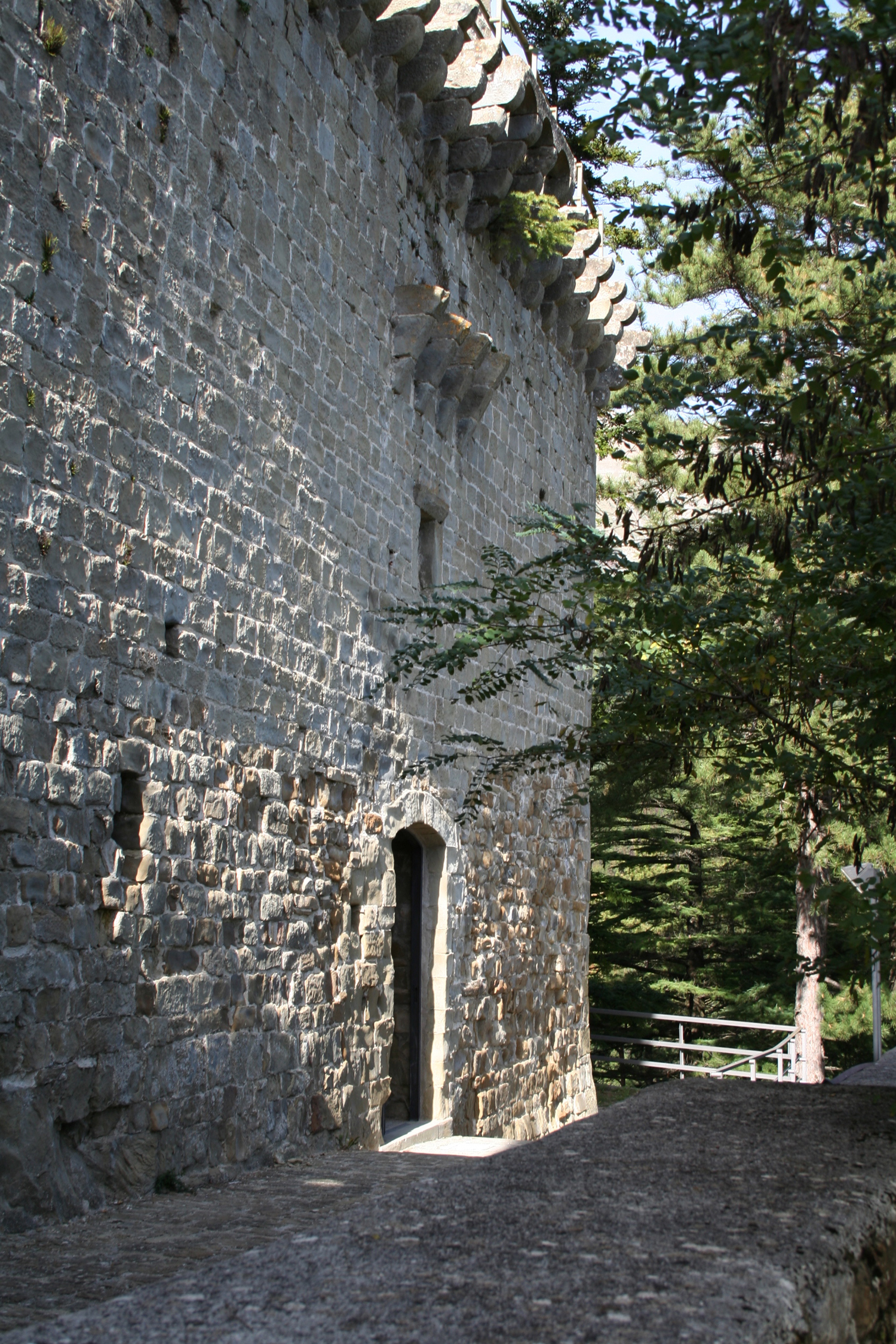
L'entrée de l'enceinte de la forteresse.

Le XVe siècle vit des luttes et des vicissitudes entre Ascoli et Norcia pour la domination du territoire gouverné par la Rocca qui, dans les années qui suivirent, resta presque toujours sous la domination de Norcia. Dans les années 1798 et 1789, pendant la période de domination française, Arquata fut absorbée par le territoire du Dipartimento de Clitunno (it) qui avait pour capitale la ville de Spolète. La chute du régime républicain en 1798 entraîna la restauration des institutions du gouvernement pontifical.
Pendant la période de domination française en Italie, la forteresse fut partiellement rénovée, équipée de casemates, d'emplacements d'artillerie et abrita une garnison militaire permanente. Elle devint la capitale du canton et la troisième forteresse du département du Trasimène après Spolète et Pérouse jusqu'à la restauration du gouvernement pontifical lorsqu'elle redevint partie de la province d'Ascoli Piceno. En 1860, Arquata et sa forteresse furent annexées au Regno d'Italia (it) (1861-1946).
La forteresse fut alors abandonnée à l'usure du temps et s'était peu à peu transformée en ruine. En 1882, Giulio Gabrielli, alors Inspecteur des Fouilles et des Monuments, s'intéressait à la forteresse, qui jusqu'alors était propriété de l'État, abandonnée et utilisée comme carrière de matériaux de construction d'où étaient arbitrairement extraits tous les matériaux  réutilisables pour la construction des nouveaux bâtiments. Des observations, enquêtes et inspections effectuées par Gabrielli pour le préfet d'Ascoli, notamment dans les rapports des 14 et 15 juillet 1882, ressortent le manque et la privation de parties du revêtement de la courtine, diverses démolitions et deux grandes brèches (…) ouvertes dans le corps de la tour. Pour ces raisons, la forteresse fut vendue à la municipalité d'Arquato. Par la suite, les travaux de restauration ont commencé à l'initiative de l'administration municipale et de la Surintendance des monuments des Marches et de l'Ombrie.

## Description

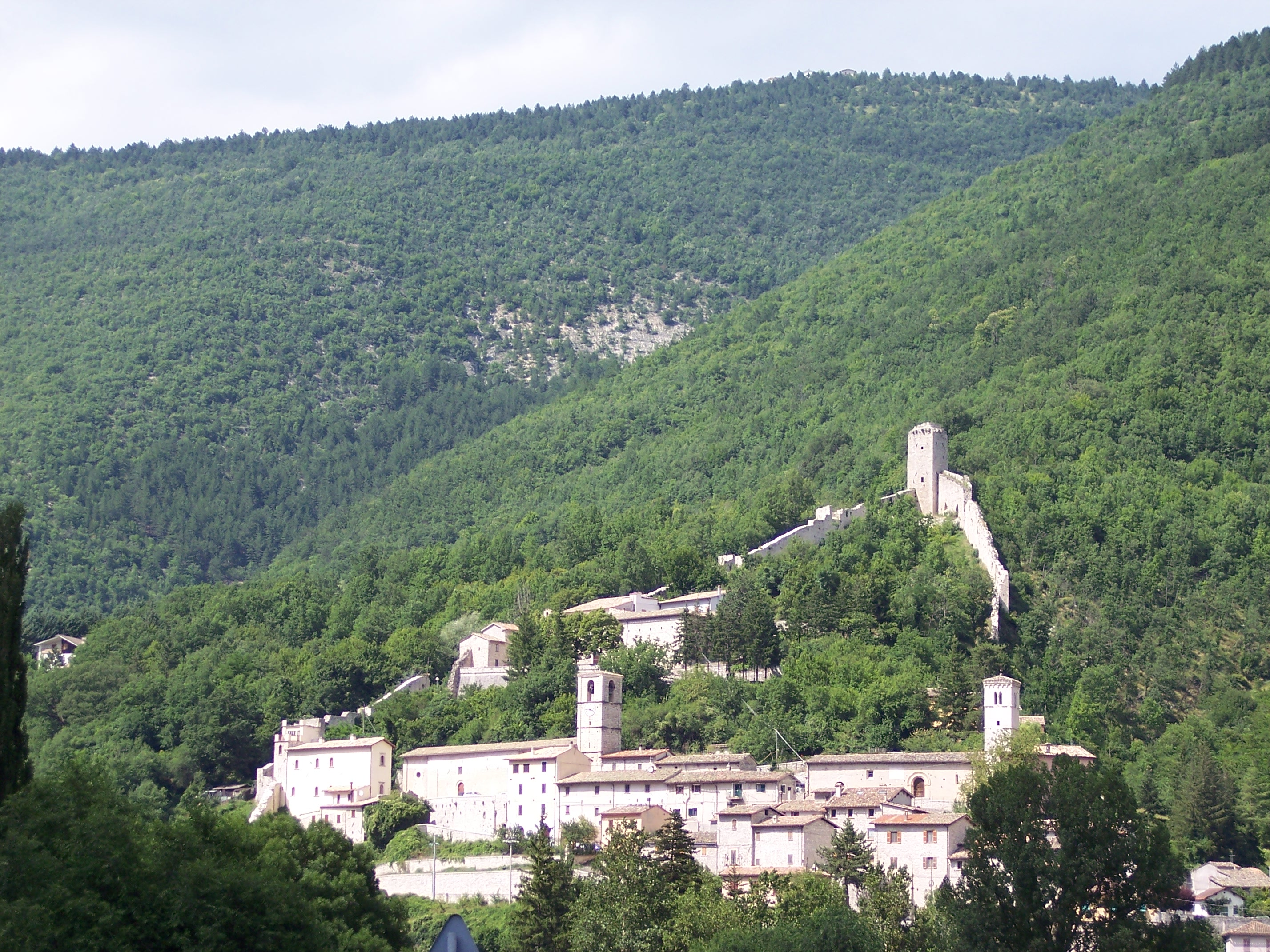
Vue d'ensemble de la forteresse.

Le système défensif de la forteresse est composé des bâtiments des deux tours (une à base hexagonale et une circulaire), des restes de la troisième tour, aujourd'hui disparue, de laquelle émerge le périmètre des fondations et des remparts de la ville partiellement conservé. Cette dernière a été décrite dans le Rapport Malvasia de 1578 dans lequel on lit : « D'un côté vers le Tronto elle n'a pas et n'a jamais eu de murs, étant sécurisée par une berge très haute et escarpée, de l'autre côté elle est entourée de de vieux murs qui, en de nombreux endroits, ont besoin d'être réparés. » Les ouvrages de maçonnerie qui entouraient la forteresse comportaient cinq passages protégés par des portes, ouvertes en correspondance avec les voies d'accès. Chaque entrée était équipée d'une tour de support appelée vegliarola qui abritait au moins deux gardes de jour comme de nuit pour assurer une continuité constante de surveillance.